# Old Harbour Bay
Old Harbour Bay – miasto na Jamajce, w regionie Saint Catherine.